# Ibn Yahyā al-Maghribī al-Samaw'al
Ne doit pas être confondu avec Muhyi al-Dīn al-Maghribī (c.1220 – c.1283).
Ibn Yahyā al-Maghribī al-Samaw'al est un mathématicien et médecin de langue arabe né à Fès vers 1130 et mort à Maragha vers 1180.
Né sous le nom de Samuel Abu Naṣr ibn Abbas, d'une famille juive originaire de Fès, il se convertit à l'islam vers 33 ans et changea de nom. Il est l'auteur d'un traité sur les errements de sa première foi.
Il est connu pour ses travaux en algèbre des polynômes et pour son traité al-Bahir fi'l-jabr (livre flamboyant de l'algèbre) dans lequel il développe des techniques opératoires sur les polynômes, extrait des racines carrés, et présente une des premières formes de raisonnement par récurrence. Il établit également la formule de somme des carrés des premiers entiers :
{\displaystyle 1^{2}+2^{2}+\cdots +n^{2}={\frac {n(n+1)(2n+1)}{6}}}

### Sources
- Biographie sur le site du Ministère des Habous et des Affaires Islamiques, Royaume du Maroc.
- Biographie de Samuel Abu Naṣr ibn Abbas sur la Jewish Encyclopedia.
- (en) John J. O'Connor et Edmund F. Robertson, « Ibn Yahya al-Maghribi Al-Samawal », sur MacTutor, université de St Andrews.